# 新魯德尼亞 (里普基區)
51°34′36″N 30°39′35″E / 51.57667°N 30.65972°E
新魯德尼亞（烏克蘭語：Нова Рудня），是烏克蘭北部的村莊，隸屬切爾尼希夫州的切爾尼希夫區。該村始建於1651年，面積0.44平方公里，海拔高度121米，2001年人口46，人口密度每平方公里104.6人。